# Paul Joseph Barthez

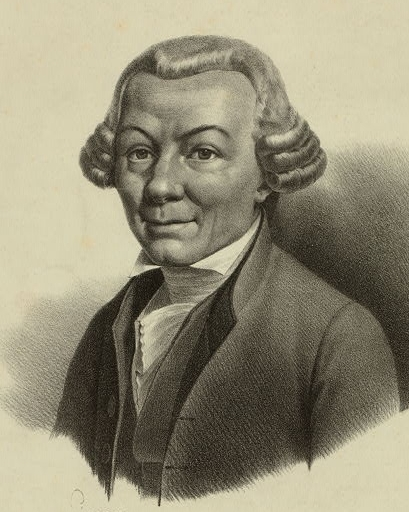
Der französische Mediziner und Enzyklopädist Paul-Joseph Barthez (1734–1806).

Paul Joseph de Barthez de Marmorières, meist Paul-Joseph Barthez (* 11. Dezember 1734 in Montpellier; † 15. Oktober 1806 in Paris) war ein französischer Arzt, Physiologe und Enzyklopädist.

## Leben und Wirken
Paul Joseph war der Sohn des Brücken- und Straßenbauingenieurs, ingénieur des ponts et chaussées Guillaume de Barthez de Marmorières. Sein Vater war mit Marie Rey verheiratet, Eheschließung am 28. Februar 1734 in Montpellier. Paul Joseph Barthez hatte noch vier Brüder Antoine (1736–1811), Jacques (1741–1813), Pierre (1747–1811) und Guillaume de Barthez de Marmorières (1755–1817).
Gemeinsam mit seinem Vater waren beide später als Enzyklopädisten mit ihren Beiträgen an der Encyclopédie von Denis Diderot beteiligt.
Barthez studierte zunächst Rhetorik und Philosophie in Toulouse. Am 30. Oktober 1750 immatrikulierte er sich an der Université de Médicine de Montpellier, sein baccalauréat (siehe auch Bakkalaureus) erlangte er dort am 13. Februar 1753, seine licence am 16. Juli 1753 und sein Doktorat am 3. August 1753.
Im Alter von neunzehn Jahren wurde er zum Doktor der medizinischen Fakultät von Montpellier promoviert, dann verbrachte Barthez einige Jahre in Paris, wo er  mit Jean-Baptiste le Rond d’Alembert Freundschaft schloss und Teil der intellektuelle Kreise in der französischen Hauptstadt wurde. Im Jahr 1755 nahm er als Feldarzt in der Normandie und in Hannover an den Auseinandersetzungen während des Siebenjährigen Krieges teil, erkrankte an Typhus und kehrte nach Paris zurück. Im Jahr 1757 und arbeitete an der Encyclopédie und an dem Journal des savants mit.
In der Zeit von 1761 bis 1778 wurde er zum Professor für Physiologie in Montpellier berufen und übernahm dann auch die Funktion des Kanzlers. Ab 1781 war er Leibarzt des Herzogs von Orléans er avanciert zum Regimentsarzt der Dragoner und zum Mitglied des Staatsrates, médecin-chef de tous les régiments de dragons et conseiller d’État. Auch zum Mitglied der Akademie der Wissenschaften in Paris wurde er ernannt. 1780 wurde er auswärtiges Mitglied der Preußischen Akademie der Wissenschaften. 1785 wurde er Kanzler der Pariser Universität. Ab 1789 verlegte er seine Lebensmittelpunkt erneut nach Montpellier aufgrund politischerer Schwierigkeiten im vorrevolutionären Paris.
Barthez gilt neben Théophile de Bordeu als Mitbegründer des französischen Vitalismus in der Schule von Montpellier,  Doctrine médicale de l'École de Montpellier . Er führte die Einheit des Organismus auf ein allgemeingültiges Lebensprinzip zurück, das die einzelnen Teile des Körpers durch »Sympathie« zusammenhält: die »forces radicales« (Grundkräfte) entscheiden über den Zustand des Organismus, und die »forces agissantes« (Teilkräfte) verfügen über die Funktionen der einzelnen Organe.

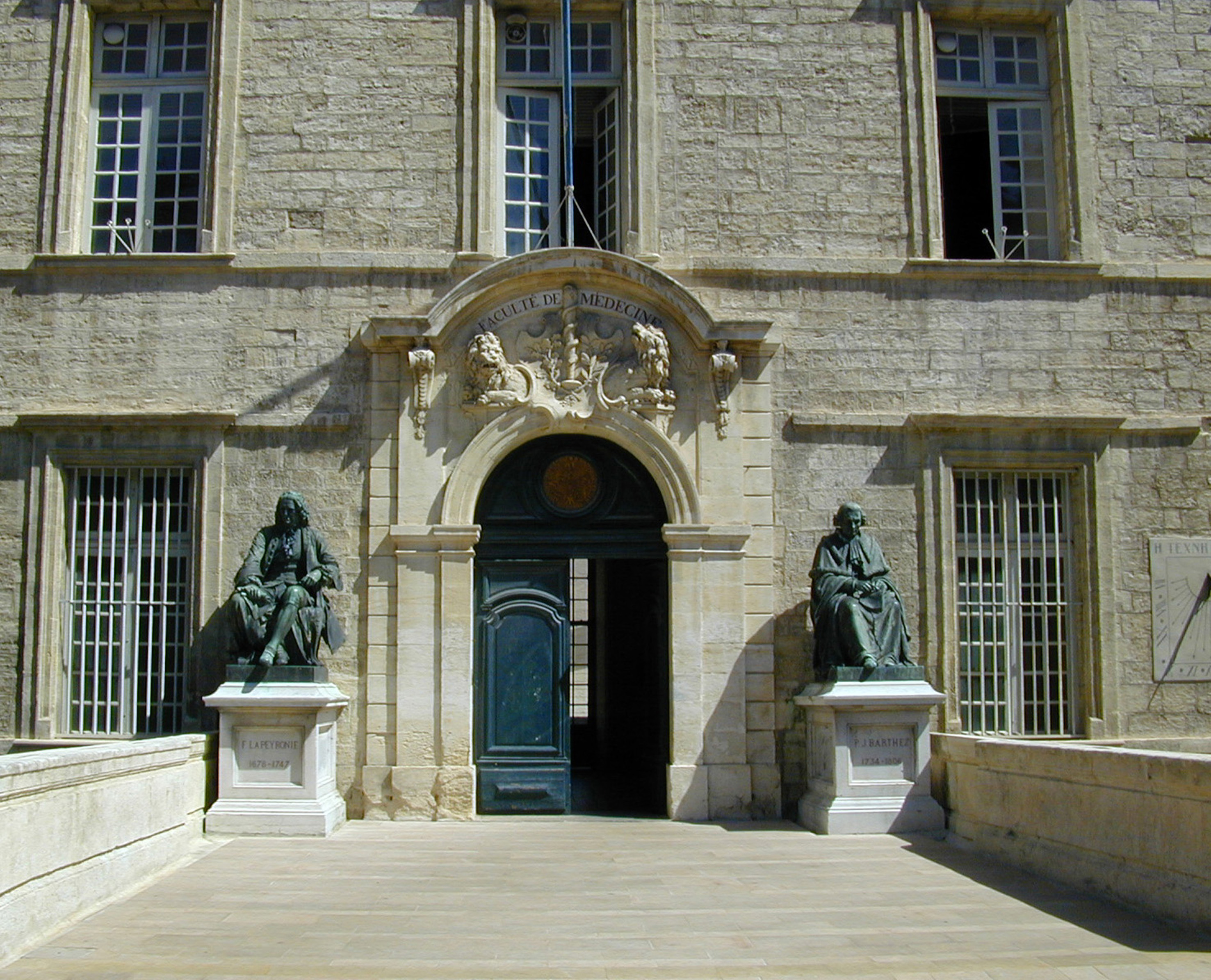
Statuen von Barthez und Lapeyronie vor dem Eingang der medizinischen Fakultät von Montpellier, Faculté de médecine de Montpellier.

## Werke (Auswahl)
- Oratio Academica de Principio Vitali Hominis, 1772
- Nouveaux éléments de la science de l'homme, 1773. 2. Ausgabe 1806. Band I (Digitalisat). Band II (Digitalisat)
- Nouvelle Mécanique des mouvements paride l'homme et des animaux, 1802;
- Traité des maladies goutteuses, 2 Bände, Deterville, Paris 1802. Band I (Digitalisat). Band II (Digitalisat)
  - Abhandlung über die Gichtkrankheiten. Aus dem Französischen frei übersetzt, mit Anmerkungen und einem Anhange versehen von C. H. E. Bischoff. Rottmann, Berlin 1803. Teil I (Digitalisat). Teil II (Digitalisat)